# Massimiliano Milesi
Massimiliano Milesi (Bergamo, 15 gennaio 1983) è un sassofonista e compositore italiano, specializzato nella musica jazz.

## Biografia
Allievo di Tino Tracanna presso il Conservatorio Giuseppe Verdi di Milano è attualmente uno dei sassofonisti più attivi della scena jazz italiana. Ha esordito nel 2012 collaborando nei progetti di Giovanni Falzone e con Tino Tracanna fondando nel 2015 il quartetto Double Cut. Attivo anche a livello internazionale dal 2014 è membro della European Orchestra di Wayne Horvitz. Collabora assiduamente con i maggiori jazzisti della scena italiana e internazionale. In particolare ha suonato e pubblicato, nel 2020, il disco WHen? con Dave Douglas e Steven Bernstein. Sempre nel 2020 è a fianco di Jim Black e Francesco Bigoni nel disco Dark Dry Tears: hide show yourself capitanato da Danilo Gallo.

## Discografia

### Leader e Co-leader
| Anno di uscita | Titolo                           | Etichetta                  | Musicisti |
| -------------- | -------------------------------- | -------------------------- | --- |
| 2014           | Alea                             | TeriYaky Records           | Ensemble, collettivo R.E.S. |
| 2015           | Mnomeion                         | TeriYaky Records           | Quartetto, con Michele Tacchi (basso elettrico), Vittorio Marinoni (batteria), Valerio Scrignoli (chitarra elettrica)                                                    |
| 2015           | Dimidiam                         | UR Records                 | Duo, con Giacomo Papetti (basso elettrico) |
| 2016           | Double Cut                       | UR Records                 | Quartetto, con Giulio Corini (contrabbasso), Filippo Sala (batteria), Tino Tracanna (sassofoni)                                                                          |
| 2018           | Double Cut - Mappe               | Parco della Musica Records | Quartetto, con Giulio Corini (contrabbasso), Filippo Sala (batteria), Tino Tracanna (sassofoni)                                                                          |
| 2019           | OOFTH                            | Auand Records              | Quartetto, con Giacomo Papetti (basso elettrico), Filippo Sala (batteria), Emanuele Maniscalco (piano elettrico e sintetizzatore)                                        |
| 2020           | Em4ncipation - Blowing Time Away | Bagana                     | Quintetto, con Andrea Lombardini (basso elettrico), Alessandro Rossi (batteria), Massimo Imperatore (chitarra elettrica), Yah Supreme (voce), feat. Davide Shorty (voce) |
| 2020           | When?                            | UR Records                 | Ensemble, Collettivo UR-Kestra, feat. Dave Douglas (tromba) e Steven Bernstein (tromba)                                                                                  |
| 2021           | Reithia                          | Jazz On The Road           | Quartetto, con Giulio Corini (contrabbasso), Filippo Sala (batteria), Francesco Baiguera (chitarra)                                                                      |
| 2021           | Out of Rags                      | Ting Pot                   | Trio, Marco Rottoli (contrabbasso), Filippo Sala (batteria) |

### Collaborazioni
| Anno di uscita | Leader            | Titolo                                          | Etichetta                         |
| -------------- | ----------------- | ----------------------------------------------- | --------------------------------- |
| 2014           | Guano Padano      | Americana                                       | Ponderosa Music & Art             |
| 2015           | Oscar Del Barba   | Two suites for jazz orchestra                   | Dot Time Records                  |
| 2015           | Gianluca Di Ienno | D-Bus Orchestra – Live in Santa Maria Gualtieri | Teriyaky Records                  |
| 2015           | Giovanni Falzone  | Led Zeppelin Suite                              | Musicamorfosi – Maccablue Records |
| 2016           | Gianluca Di Ienno | Keys Trio – Shifting thoughts                   | Abeat                             |
| 2016           | Enrico Merlin     | Molester Smiles                                 | M.I.L.K.                          |
| 2017           | Alessandro Rossi  | Emancipation                                    | CAM Jazz                          |
| 2017           | Danilo Gallo      | Skan the skin                                   | Blue Serge Records                |
| 2018           | Luca Dell’Anna    | Human see, human do                             | UR Records                        |
| 2018           | Mondongo          | Gastromantic                                    | UR Records                        |
| 2018           | Giovanni Falzone  | Far East Trip                                   | Musicamorfosi                     |
| 2018           | Pulsar Ensemble   | Oddsquare                                       | Ritmo&Blu Records                 |
| 2019           | Wayne Horvitz     | Live at the Bimhuis                             | Novara Jazz Series                |
| 2020           | Danilo Gallo      | Dark Dry Tears: hide show yourself              | Parco della Musica Records        |
| 2020           | Frank Martino     | Disorgan: Ego Boost                             | Auand Records                     |
| 2020           | Andrea Grossi     | Four Winds                                      | We Insist! Records                |